# 渡部チェル
渡部 チェル（わたなべ チェル、本名：渡部 達也（わたなべ たつや）、1968年4月1日 - ） は、日本の作曲家、編曲家、キーボーディスト。東京都出身。

## 来歴・人物
ジャドーズのサポートメンバーや、ダンス☆マンのバックバンド「ザ・バンドマン」（WATA-BOO名義）、RIDER CHIPSのサポートメンバーを務めるなど、様々なアーティストのサポートをこなしながら、アイドルやアニメ・ゲーム音楽まで非常に幅広いジャンルの作曲・編曲を手掛け、精力的に新しいジャンルの曲を開拓している。
当初は「Tatsuya "Chernobyl" Watanabe」を名乗っていたが、動燃東海事業所火災爆発事故の発生により「チェルノブイリ」は自粛するように言われ、「渡部チェル」名義になった。なお、後述の「SOH BAND」ではバンドの意向により「チェルノブイリ渡部」を通した。
1988年からジャズロックバンド「SOH BAND」に参加、2枚のアルバムを発表の後バンマス兼ドラマーの宗修司が急逝するも新ドラマーを加え活動継続、アルバムを1枚発表し2005年まで活動。
2007年12月には古くからの友人であった前任キーボード奏者（同年4月に急逝）の跡を継ぎプログレバンドNOAに参加、2枚のアルバムを発表し活動中。
2010年から、学生時代から憧れていたフュージョンバンド「プリズム」のキーボードのサポートメンバーとして参加。2011年に発売されたアルバム「Palace in the Sky」にもサポートとして5曲に参加。その後のツアーにも参加し、2013年8月には本人のツイッター上でプリズムへの正式加入が発表された。その直後に発表された「MODE:ODD」から正式メンバーとしてクレジットされ、以後3枚のアルバムに参加。
現在はギタリスト・和田アキラの他界に伴い残る3人のメンバーに様々なゲストを加えるセッション企画「PROFESSIONALISMS」を展開。
福田裕彦より「平成のスピードキング」の称号を貰っている。

## 主な作品

### 提供作品
井上あずみ
- 「ハーモニー」（編曲）
- 「ありがとうの続き」（編曲）

上坂すみれ
- 「女神と死神」（作曲・編曲）

AiM
- 「キミノヒカリ」（作曲・編曲）

榎本温子
- 「流星モノローグ」（編曲）

エリック・フクサキ
- 「追憶」（編曲）

エンリコ・イリソギ
- 「SMILE～みあげてごらん～」（編曲）

遠藤正明
- 「終わらない歌」（編曲）

太田貴子
- 「BIN KANルージュ (21st century ver.)」（編曲・キーボード）
- 「ハートのSEASON (21st century ver.)」（編曲・キーボード・コーラス）

緒方恵美
- 「カミング・アウト(セルフカバー)」（編曲）

片岡鶴太郎×ひめキュンフルーツ缶
- 「たこキュン。」（編曲）

角田信朗
- 「ごっつぁんです!」（編曲）
- 「SOUL WIND 〜魂の風にのせて〜」（作曲・編曲）

片山福十郎
- 「風」（編曲）

加藤英美里
- 「失恋サバイバー」（作曲・編曲）
- 「下僕転生」（作曲・編曲）
- 「ソロオデン」（作曲・編曲）
- 「B型の流星 〜Shooting star type B〜」（作曲・編曲）
- 「恋はじめました」（作曲・編曲）
- 「Love is island」（作曲・編曲）
- 「Messenger RNA」（作曲・編曲）
- 「Twittest!!」（作曲・編曲）
- 「暴君失脚」（作曲・編曲）
- 「恋の全自動世話焼き器」（作曲・編曲）
- 「唇からサスピション」（作曲・編曲）
- 「2nd season 2」（作曲・編曲）

金子有希
- 「光の境界」（作曲・編曲）
- 「優しい気配」（作曲・編曲）

奏みみ
- 「Mimi the Super Cat」（編曲）

川島佑介
- 「あの日の君へ」（編曲）

黒木マリナ
- 「フワリフラリルラ♪」（作曲・編曲）

KENN
- 「KIZUNA」（作曲・編曲）
- 「THE LIFE」（編曲・キーボード）
- 「BREAKING THE CHAINS」（編曲・キーボード）
- 「Shadow of dream」（編曲・キーボード）

小松政夫
- 「博多よかよか音頭」（編曲）

JAM Project
- 「Milky Way」（編曲）

新宅ゆめ
- 「プラチナDecoration」（作曲・編曲）

高橋愛・田中れいな・夏焼雅
- 「うどん!うどどん!うどどどどーん!」（作曲・編曲）

寺島拓篤
- 「いつもの場所で」（作曲・編曲）

ときのそら
- 「刹那ティックコード」（作曲・編曲）

中村優
- 「Today」（作曲・編曲）

南里侑香
- 「真白」（編曲）

野島健児
- 「Any Day Shuffle」（編曲）

ハロー!プロジェクト関連
- 安倍なつみ・石川梨華
  - 「GOOD BYE HELLO」（編曲）

- 工藤遥&佐藤優樹(モーニング娘。'17) 
  - 「Miss変換 !!」（吉田隆と共作曲、編曲）

- W（ダブルユー）
  - 「サウスポー」（編曲）
  - 「お誂え向きのDestiny」（編曲）
  - 「まだ もうちょっと 甘えていたい」（編曲・キーボード）

- タンポポ
  - 「恋をしちゃいました!」（編曲・キーボード）

- 中澤裕子
  - 「GET ALONG WITH YOU」（編曲）
  - 「強がり」（編曲）

- 藤本美貴
  - 「そっと口づけて ギュッと抱きしめて」（編曲・キーボード）
  - 「駅前の大ハプニング」（編曲）

- 松浦亜弥
  - 「トロピカ〜ル恋して〜る」（編曲・キーボード）
  - 「夕暮れ」（編曲・キーボード）
  - 「LOVE涙色」（編曲・アコースティックピアノ）
  - 「初めて唇を重ねた夜」（編曲・キーボード）

- ミニモニ。
  - 「ミニハムずんたかたった!」（編曲）
  - 「お菓子つくっておっかすぃ〜」（編曲・キーボード）

- 宮崎由加（Juice=Juice）、牧野真莉愛（モーニング娘。'17）、川村文乃（アンジュルム）
  - 「雑煮でケンカしてんじゃねーよ」（作曲、編曲）

- モーニング娘。
  - 「友達（♀）が気に入っている男からの伝言」（編曲）

- ロージークロニクル
  - 「ダイスキだけど付き合えない」（編曲）

渕上舞
- 「ラララ〜君へ贈る歌〜」（編曲）

放課後プリンセス
- 「純白アントワネット」（編曲）

前田愛/AiM
- 「青空をゆく雲のように」（編曲）
- 「君の景色」（編曲）

水瀬いのり
- 「夢のつぼみ」（作曲・編曲・ピアノ・シンセサイザー）
- 「春空」（作曲・編曲・ピアノ・シンセサイザー）

まろに☆えーる
- 「Cosmic Fanfaration!」（作曲・編曲）
- 「届け！！」（作曲・編曲）

ももいろクローバーZ
- 「一粒の笑顔で…」（小坂明子と共編曲・シンセサイザー）

杜野まこ
- 「Sky Blue」（作曲・編曲）

RIDER CHIPS
- 「POWER CHILD」（RIDER CHIPSと共編曲）
- 「レッツ・ゴー!! ライダーキック」（編曲）
- 「Super Human」（RIDER CHIPSと共編曲）
- 「Goldmine」（RIDER CHIPSと共編曲）
- 「GET FREE」（RIDER CHIPSと共編曲）
- 「Flashback」（RIDER CHIPSと共編曲）
- 「Mr.Freedom」（RIDER CHIPSと共編曲）
- 「覚醒」（作曲・共編曲(編曲はRIDER CHIPSと共同)）
- 「BLACK ENEMY」（RIDER CHIPSと共編曲）
- 「glorious days」（RIDER CHIPSと共編曲）

和田光司
- 「re-fly」（編曲）

### アニメ・ゲームソング
AIKa
- 「碧の十字架」（歌：岸恭子/作曲・編曲）

アイカツプラネット!
- 「Magical Door」（編曲）
- 「街角シンデレラ」（作曲・編曲）

アイドリッシュセブン
- 「Phenomenon」（作曲・編曲）
- 「Re-raise ーswing notes styleー」（編曲）

アイドルマスターシリーズ
- アイドルマスター
  - 「9:02pm (REM@STER-B)」（高樹リオと共編曲）
  - 「GO MY WAY!! (REM@STER-B)」（編曲）
  - 「咲きませ!!乙女塾」（作曲・編曲）
  - 「炎ノ鳥」（作曲・編曲）

- アイドルマスター シンデレラガールズ
  - 「私色ギフト」（歌：凸レーション with 城ヶ崎美嘉(佳村はるか)/作曲・編曲）
  - 「流れ星キセキ」（歌：new generations/作曲・編曲）
  - 「ラヴィアンローズ」（作曲・編曲）
  - 「生存本能ヴァルキュリア」（作曲・編曲）
  - 「With Love」（作曲・編曲）
  - 「美に入り彩を穿つ」（作曲・編曲）
  - 「Dear My Dreamers」（作曲・編曲）
  - 「shabon song 〜For SS3A rearrange Mix〜」（編曲）
  - 「ギュっとMilky Way」（作曲・編曲）
  - 「ひまわりマークをさがせ！」（作曲・編曲）[4]
  - 「ハートボイルドウォーズ」（作曲・編曲）
  - 「よりみちリトルスター」（作曲・編曲）
  - 「アイム・ア・リトル・プリンセス 〜お星さまにお願い〜」（作曲・編曲）
  - 「キラメキ☆」（作曲・編曲）

- アイドルマスター ミリオンライブ!
  - 「ふわりずむ」（作曲・編曲）

青山オペレッタ
- 「Make you shining star」（作曲・編曲）
- 「輝く空を仰ぐとき」（作曲・編曲）
- 「神なき世界で」（作曲・編曲）
- 「AOYAMAトワイライト」（作曲・編曲）

アルスラーン戦記×無双
- 「風導 -kazeshirube-」（編曲）
- 「戦い、それは騎士の真実」（作曲・編曲）

いとしのムーコ
- 「SUKI!SUKI!SUKI!」（歌：ムーコ(吉田仁美)/作曲・編曲）

妹さえいればいい。
- 「どんな星空よりも、どんな思い出よりも」（歌：結城アイラ/編曲）

失われた未来を求めて
- 「明日また会えるよね」（編曲）

うちの3姉妹
- 「しょで! しょで! だんしんぐっ!」（歌：工藤真由/編曲）

うちゅう人 田中太郎
- 「タナカ de シュビドゥワ〜」（歌：グッチ裕三/作曲・編曲）
- 「田中太郎のうた」（歌：グッチ裕三/作曲・編曲）
- 「タロウ&メチャワル with UFOラーメンのおじさんの絵描き歌」（作曲・編曲）
- 「メチャワル星人のうた」（作曲・編曲）

ウマ娘 プリティーダービー
- 「EMPRESS GAME」（作曲・編曲）
- 「ふんわり Slowly」（作曲・編曲）

エリア88
- 「戦場のダンス -dance in the battlefield-」（歌：寺田恵子/作曲・編曲）

おにくだいすき! ゼウシくん
- 「おにくじゃぽねすく!」（歌：ゼウシくん(CV.花澤香菜)/作曲・編曲）
- 「にっくにくの にっこにこ!」（歌：ゼウシくん(CV.花澤香菜)、ミカちゃん(CV.内田真礼)/作曲・編曲）
- 「Heat Meat Up 〜国産宣言〜」（歌：肉Shock☆Breakers(CV.鳥海浩輔)/作曲）

おねがいマイメロディシリーズ
- おねがいマイメロディ
  - 「オトメロディー」（歌：高橋美佳子/作曲・編曲）
  - 「おねがいクリスマス」（作曲・編曲）
  - 「ハートの五線紙」（作曲・編曲）
  - 「ときめきドキドキハッピーラブ」（作曲・編曲）
  - 「マイメロがんばる」（作曲・編曲）
  - 「ぶっちぎり☆逃亡天使」（作曲・編曲）
  - 「美・最終楽章」（作曲・編曲）
  - 「夢喰らい」（作曲・編曲）
  - 「ドリーム! ドリーム! ドリーム♥」（作曲・編曲）
  - 「ちびメロのテーマ 〜ふえたらイイナ!〜」（作曲・編曲）
  - 「シアワセの羽」（作曲・編曲）
  - 「クロミパンク」（作曲・編曲）
  - 「美・Guilty」（作曲・編曲）
  - 「愛・終列車」（作曲・編曲）
  - 「クロイヒトミ」（作曲・編曲）
  - 「クロミの夢はいつ開く」（作曲・編曲）

- おねがいマイメロディ 〜くるくるシャッフル!〜
  - 「コイ♡クル」（歌：黒木マリナ/作曲・編曲）
  - 「ハレ☆ソラ」（歌：黒木マリナ/作曲・編曲）
  - 「手をつなごう」（作曲・編曲）
  - 「おれはウサミミ仮面」（作曲・編曲）
  - 「夕陽のマリオネット」（作曲・編曲）
  - 「好き好きウサミミ仮面」（作曲・編曲）
  - 「羊のブルース」（作曲・編曲）
  - 「ロミーの夢」（作曲・編曲）
  - 「アタイはクロミ!」（作曲・編曲）
  - 「クロミロンド」（作曲・編曲）
  - 「ピンクのまほう」（作曲・編曲）
  - 「夢の汁ルンタッタ」（作曲・編曲）
  - 「マナちゃんらぶ」（作曲・編曲）
  - 「女ともだち」（作曲・編曲）
  - 「ヒイラギオトウト」（作曲・編曲）
  - 「負け犬サンバ」（作曲・編曲）
  - 「恋の手ほどき」（作曲・編曲）
  - 「キャンディーをください」（作曲・編曲）
  - 「シロヤマワルツ」（作曲・編曲）

- おねがいマイメロディ すっきり♪
  - 「キリキリスー」（歌：黒木マリナ/作曲・編曲）
  - 「Chu☆おねがいマイメロディ」（歌：ナナカナ/作曲・編曲）
  - 「ホーリー・ウサミミ・ナイト」（作曲・編曲）

オンゲキ
- 「Individual on parade!」（作曲・編曲）

KAIKANフレーズ
- 「SPARK」（編曲）
- 「ミント」（編曲）

貝社員（作曲・編曲・歌）
がくえんゆーとぴあ まなびストレート!
- 「ルールde MY秩序 Swing Version」（編曲）
- 「しあわせの輪っか Blitz Garage Version」（編曲）
- 「ニュース・Why・Mo・Mo」（作曲・編曲）
- 「まっすぐ大作戦♪」（編曲）
- 「school days」（編曲）

がんばれ同期ちゃん
- 「Lady Go（最終話バージョン）」（編曲）

学級王ヤマザキ
- 「ヤマザキ一番!」（編曲）
- 「カモン! ワタナベ」（作曲・編曲）
- 「乙女の予感」（作曲・編曲）
- 「ヤマザキマンガ入門」（作曲・編曲）
- 「戦え! ぼくらの学級王戦士Yマン」（作曲・編曲）
- 「好きよ ダーリン」（作曲・編曲）
- 「ワタナベ軍団のうた」（作曲・編曲）
- 「哀愁のヤマザキッス」（作曲・編曲）
- 「パイあるかぎり」（作曲・編曲）

かよえ!チュー学
- 「オーシマのラブソング」（歌：オーシマ(キンタロー。)/作曲・編曲）

虚構推理
- 「火炎放射器とわたし」（作曲・編曲）

きらめき☆プロジェクト
- 「SETSUNASAコミュニケーション」（歌：小枝/編曲）

キン肉マンII世
- 「HUSTLE MUSCLE」（歌：河野陽吾/作曲・編曲）
- 「ガゼルマンの叫び」（作曲・編曲）
- 「精一杯! セイウチン」（作曲・編曲）
- 「STARS AND STRIPES」（作曲・編曲）
- 「ミートにおまかせ」（作曲・編曲）
- 「GOD SAVE THE QUEEN」（作曲・編曲）
- 「Bible Evil〜スカーフェイスのテーマ〜」（作曲・編曲）
- 「ハロー!テルテルボーイ〜テルテルボーイのテーマ〜」（作曲・編曲）

グランダー武蔵RV
- 「Chase The Wind」（歌：COA/COAと共編曲）
- 「飾らない想い」（歌：COA/COAと共編曲）

クレヨンしんちゃん
- 「ドシラそファミレス!」（作曲・編曲）
- 「オラタチはにんきもの」（編曲）

GATE 自衛隊 彼の地にて、斯く戦えり
- 「rest forest」（作曲・編曲）
- 「Black Identity」（作曲・編曲）
- 「まっしろの頁」（作曲・編曲）
- 「漆黒のカンパネラ」（作曲・編曲）
- 「セツナクテ論理（アルバム・アレンジver）」（編曲）
- 「or DESIRE」（作曲・編曲）
- 「ピンクパールをひとつぶ」（作曲）

競女!!!!!!!!
- 「Fantas/HIP Girlfriends!」（作曲・編曲）

ケロロ軍曹
- 「ハローダーウィン! 〜好奇心オンデマンド〜」（歌：JAM Project/編曲）

Cosmic Baton Girl コメットさん☆
- 「君にスマイル」（歌：新堀奈夕/編曲）
- 「ミラクルパワー〜スターダスト・バージョン〜」（歌：中山静香/編曲）
- 「星のパレード☆」（歌：田中小百合/編曲）
- 「ゴーイングLOVE ~メテオさんのテーマ~」（作曲・編曲）
- 「渚のラヴァーソウル」（作曲・編曲）
- 「ツヨシくんとネネちゃんの “ママがサンタにキッスした”」（編曲）
- 「ミラクルパワー」（編曲）
- 「きらめくバトンガール」（編曲）

ご注文はうさぎですか？
- 「出かけましょうと答えましょう」（編曲）
- 「ラ・ラ・ラ！ラ？モーニング」（作曲・編曲）
- 「ミッドナイト・パーティー」（作曲・編曲）
- 「お祭り輪っしょい!!」（作曲・編曲）
- 「夏休みページ」（作曲・編曲）
- 「ハートぷるぷる事件です ～Rearrange～」（編曲）

金色のガッシュベル!!
- 「カサブタ」（歌：千綿ヒデノリ/編曲）
- 「ボクのポケット」（作曲・編曲）
- 「ヒトツノミライ」（作曲・編曲）
- 「SAI-KAI」（作曲・編曲）

三国志アナザー 星将の願い
- 「真実の意味 覇者に成れ 未来へ」（歌:浅岡雄也/作曲・編曲）

三者三葉
- 「ぐーちょきパレード」（編曲）
- 「ZOKKON☆チェリーブロッサム」（作詞・作曲・編曲）

ジュエルペット
- 「笑顔のループ」（歌：堀江美都子/作曲・編曲）

SHIROBAKOシリーズ
- SHIROBAKO（TVシリーズ）
  - 「アリス・イン・ブルー（「第三少女飛行隊」OP）」（歌：Rita/作曲・編曲）
  - 「Angel Fly（「第三少女飛行隊」ED）」（歌：Rita/作曲）
- 劇場版SHIROBAKO
  - 「仕方ないのでやれやれ（「限界集落過疎娘」OP）」（作曲・編曲）

スタミュ
- 「Honey!Honey!Trap!」（編曲）

スクールガールストライカーズ
- 「Maybe JUSTICE!」（作曲・編曲）

ストライク・ザ・ブラッド
- 「神格無音」（作曲・編曲）

ゼロの使い魔シリーズ
- ゼロの使い魔 〜三美姫の輪舞〜
  - 「ゴメンネ♥」（編曲）

ソニックX
- 「SONIC DRIVE」（歌：影山ヒロノブ&高取ヒデアキ/作曲・編曲）

D.C.P.S.～ダ・カーポ～ プラスシチュエーション
- 「そばにいていいの…？」（歌：水越萌(伊月ゆい)/渡邉美佳と共編曲）

ダンジョンに出会いを求めるのは間違っているだろうか
- 「君色Everyday」（歌：ヘスティア(水瀬いのり)/作曲・編曲）

てーきゅう
- 「開運！招福！炎天歌」（歌：アース・スター ドリーム/作曲・編曲）

デジタルモンスターシリーズ
- デジモンアドベンチャー
  - 「Butter-Fly」（歌：和田光司/編曲）
  - 「Seven」（歌：和田光司/編曲）
  - 「Butter-Fly (ピアノ・バージョン)」（歌：和田光司/編曲）
  - 「レッツゴツモン、パンプモン 〜ゴツモン&パンプモンのテーマ〜」（作曲・編曲）
  - 「ちちんぷいぷい ウンチポイポイ 〜スカモン&チューモンのテーマ〜」（作曲・編曲）

- デジモンアドベンチャー02
  - 「アシタハアタシノカゼガフク」（歌：AiM/編曲）
  - 「僕は僕だって」（歌：和田光司/編曲）
  - 「Now is the time!!」（歌：AiM/作曲・編曲）
  - 「願いかなえるカギ」（編曲）
  - 「OPEN MIND」（作曲・編曲）
  - 「電撃ラプソディー」（作曲・編曲）
  - 「世界中の景色を!」（作曲・編曲）
  - 「スーパー☆ガール」（作曲・編曲）
  - 「小指のファンタジー 〜植物はあきらめない〜」（作曲・編曲）
  - 「Happy Smile」（作曲・編曲）
  - 「ふたりで翔けば」（編曲）
  - 「僕の結論」（作曲・編曲）
  - 「おみゃーとLet's Go!」（編曲）
  - 「俺たちのメロディー -New Vocal Arrange Ver.-」（編曲）
  - 「願いかなえるカギ -New Vocal Arrange Ver.-」（編曲）

- デジモンテイマーズ
  - 「風」（歌：和田光司/編曲）
  - 「EVO」（歌：WILD CHILD BOUND/作曲・編曲）
  - 「Flaming ice」（作曲・編曲）
  - 「さよならだけが知ってた」（編曲）
  - 「終わらない物語」（作曲・編曲）
  - 「飛ばせ! ガードロモン」（作曲・編曲）
  - 「ひとりにさせない」（作曲・編曲）
  - 「My Style」（作曲・編曲）
  - 「わたしの未来」（作曲・編曲）
  - 「小春とテリアモンのおっかけっこデュエット」（作曲・編曲）
  - 「Black X'mas 〜山木のテーマ〜」（編曲）

- デジモンフロンティア
  - 「イノセント 〜無邪気なままで〜」（歌：和田光司/編曲）
  - 「With The Will」（歌：和田光司/作曲・編曲）
  - 「The last element」（歌：アユミ/作曲・編曲）
  - 「遥かな贈りもの」（歌：和田光司&AiM/編曲）
  - 「風のしずく〜泉のテーマ〜」（編曲）
  - 「More More Happy Christmas」（作曲・編曲）

- デジモンセイバーズ
  - 「強ing! Going! My Soul!!」（歌：ダイナマイトSHU/編曲）

- デジモンアドベンチャー tri.
  - 「Seven〜tri.Version〜」（歌：和田光司/編曲）

- デジモンアドベンチャー LAST EVOLUTION 絆
  - 「その先へ」（歌：宮崎歩/編曲）
  - 「アシタハアタシノカゼガフク〜2020だねっ!ver.〜」（歌：AiM/編曲）

- デジモンゴーストゲーム
  - 「First Riders」（歌：増倉義将/作曲・編曲）
  - 「MAKUAKE」（歌：増倉義将/作曲・編曲）

テニスの王子様
- 「愛がいっぱい」（作曲・編曲）
- 「Fly to Tomorrow」（作曲・編曲）
- 「Break Chance」（作曲・編曲）
- 「Grow Up」（編曲）
- 「Friendship」（編曲）
- 「ALive」（編曲）
- 「菊ちゃんのソーラン節」（編曲）
- 「Starting Over」（作曲・編曲）
- 「START!!」（作曲・編曲）
- 「ハッピーサマーバレンタイン」（編曲）
- 「メガネ☆アフロ」（編曲）
- 「我が名はプランス・ルドヴィック・シャルダール」（作曲・編曲）

Tokyo 7th シスターズ
- 「AMATERRAS」（作曲・編曲）

ときめきメモリアル3 〜約束のあの場所で〜
- 「スキスキってYeah!」（編曲）

とっとこハム太郎シリーズ
- 劇場版 とっとこハム太郎 ハムハムランド大冒険
  - 「ミニハムずの愛の唄」（歌：ミニモニ。/編曲・キーボード・ピアノ・シンセサイザー）

トランスフォーマーシリーズ
- トランスフォーマー カーロボット
  - 「炎のオーバードライブ〜カーロボットサイバトロン〜」（歌：和田光司/作曲・編曲）
  - 「君色の未来（ゆめ）」（歌：和田光司/編曲）

- キュートランスフォーマー さらなる人気者への道
  - 「DESTINY 〜400万年前から愛してる〜」（歌：オプティマスプライム(細谷佳正)/作曲・編曲）
  - 「SHOCK 〜この想いは光のように〜」（歌：ショックウェーブ(石川界人)/作曲・編曲）
  - 「Let It Bee 〜蜂蜜みたいな恋をさがそう〜」（歌：バンブルビー(木村良平)/作曲・編曲）
  - 「WANTED 〜惚れたぜ夜露死苦〜」（歌：ロックダウン(鈴木達央)/作曲・編曲）

となりの吸血鬼さん
- 「ウラハラGolden Moon」（作曲・編曲）

ドルアーガの塔
- ドルアーガの塔 〜the Aegis of URUK〜（第1期）
  - 「塔頂者たち」（歌：KENN/作曲・編曲）
- ドルアーガの塔 〜the Sword of URUK〜（第2期）
  - 「Questions?」（歌：中村優/作曲・編曲）
  - 「魔法使いですけど。」（歌：カーヤ(折笠富美子)/作曲・編曲）

ナースウィッチ小麦ちゃんR
- 「Ready Go!!」（歌：まじかる☆あ〜る 〜吉田小麦（CV:巴奎依）、西園寺ここな（CV:山崎エリイ）、如月ツカサ（CV:小市眞琴）〜/作詞・作曲・編曲）

NEW GAME!!
- 「YOU-TOPIA! 」（編曲）

のりものまん モービルランドのカークン
- 「かっとびモービルランド」（作曲・編曲）

妖逆門
- 「ソラミミ妖逆門」（作曲・編曲）
- 「Always there for you」（作曲・編曲）

BURNS SKOOL
- 「TO-B」（作曲・編曲）

爆球連発!!スーパービーダマン
- 「READY B-FIGHT!」（歌：遠藤正明/作曲・編曲）
- 「弾けろ! マックスショット」（歌：水木一郎/作曲・編曲）

はっぴーカッピ
- 「はぴカピドーナッツ!!」（歌：カッピ&スグリ(加藤英美里、大久保瑠美)/作曲・編曲）

春庭家の3人目
- 「春・Vacation 〜LA LE LA〜」（歌：WHAT A SWEET!/編曲）
- 「ヒュードロカーニバル」（作曲・編曲）

ぱんきす!2次元
- 「みんなでぺいぺい！〜磐田の町に出発だ！！〜」（作曲・編曲）
- 「ドレミファ ナラシド♪」（作曲・編曲）

ビックリマン2000
- 「ダンディーラー哀のテーマ」（作曲・編曲）
- 「アイアム愛の天使」（歌：松崎しげる/作曲・編曲）
- 「アイアム悪の戦士」（歌：松崎しげる/作曲・編曲）

干物妹!うまるちゃん
- 「シュバッとNo.1」（作曲・編曲）
- 「パラダイス☆しんどろーむっ！」（編曲）
- 「ゲ戦記うぉーず！」（作曲・編曲）

100%パスカル先生
- 「100%パスカル先生」（歌：パスカル先生(佐藤はな)/編曲）
- 「パスカル・ヨガヨ〜ガ」（歌：パスカル先生(佐藤はな)/編曲）
- 「パスカル ラップラップ ランランラン」（歌：パスカル先生(佐藤はな) feat.ラジャ先生/編曲）

フォトカノ
- 「空想リプル」（作曲・編曲）

双恋 -フタコイ-
- 「星夢PAS DE DEUX」（渡邉美佳と共編曲）

プリンセスコネクト! Re:Dive
- 「Smiley Contrast」（作曲・編曲）
- 「白翼のグローリエ」（作曲・編曲）
- 「木もれびモンタージュ」（作曲・編曲）
- 「黄昏太平旅路唄」（作曲・編曲）

ブレイクマイケース
- 「Code:15 -形ないもの-」（編曲）

ヘヴィーオブジェクト
- 「わだちの花」（作曲・編曲）
- 「Buddy-Buddy!!」（作曲・編曲）

ベルゼブブ嬢のお気に召すまま。
- 「もふもふファジーハート」（編曲）

鬼灯の冷徹
- 「地獄でホットケーキ」（歌：上坂すみれ/作曲・編曲）

ポケットモンスターシリーズ
- ポケットモンスター
  - 「めざせポケモンマスター」（歌：松本梨香/編曲・キーボード）
  - 「ひゃくごじゅういち」（歌：オーキド博士（石塚運昇）&ポケモンキッズ/編曲・キーボード）
  - 「ポケモン音頭」（歌：ガルーラ小林/編曲）
  - 「ノーマルポケモン part1」（編曲）
  - 「ノーマルポケモン part2」（作曲・編曲）
  - 「虫ポケモン Part1」（作曲・編曲）
  - 「虫ポケモン Part2」（作曲・編曲）

- ポケットモンスター XY&Z
  - 「ロケット団 団歌」（歌：ロケット団［ムサシ（林原めぐみ）・コジロウ（三木眞一郎）・ニャース（犬山イヌコ）］/編曲）

Bビーダマン爆外伝V
- 「ぼくらのVICTORY」（歌：パイレーツ/作曲・編曲）

舞-HiMEシリーズ
- 舞-HiME
  - 「ラブロケ☆パイロット」（編曲）

- 舞-乙HiME Zwei
  - 「Believe 〜永遠の絆〜」（編曲）

- アリカ&ニナの乙女ちっくレディオ
  - 「半熟ヒロイン☆」（編曲）

マーダーミステリーパラドクス このひと夏の15年
- 「REMEMBRANCE」（作曲・編曲）

マケン姫っ!
- 「愛情・測定不能」（作曲・編曲）
- 「ミラクル☆SUMMER」（作曲・編曲）
- 「金太の大冒険」（編曲・Sound Produce）

魔法先生ネギま!
- 「スキになってもe-よ (Remix ver.)」（編曲）

魔法使いの約束
- 「騎士よ、不撓の意志よ」（編曲）
- 「黎明の空に清き祈りを」（編曲）
- 「踏み躙って、彼は笑った」（編曲）
- 「黄金の海で夕影を追って」（編曲）
- 「バーで一夜の待ち合わせ」（編曲）
- 「針と糸と菫星のステップ」（編曲）
- 「空を翔ける花びらへ」（編曲）
- 「Full Moon Serenade – 魔法使いの小夜曲 –」（編曲）

ミステリートF 〜探偵たちのカーテンコール〜
- 「プライド」（歌：緒方恵美/作曲・編曲）

ムーぽん
- 「あしたへのじゅもん」（作曲・編曲）

三ツ星カラーズ
- 「三ツ星エブリディ」（作曲・編曲）

メルティランサー The 3rd Planet
- 「DESTINY」（作曲・編曲）

モンスターストライク
- 「ヒッパレ! モンスターストライク」（歌：影山ヒロノブ/編曲）
- 「worst end of the world」（歌：山形ユキオ/編曲）

やきもち狂想曲
- 「だぁ〜い☆キライ!」（作曲・編曲）
- 「やきもちカプリス★」（作曲・編曲）

ヤミと帽子と本の旅人
- 「瞳の中の迷宮」（歌：嘉陽愛子/作曲）

夢色パティシエール
- 「夢にエール!パティシエール♪」（歌：五條真由美/作曲・編曲）

ゆらぎ荘の幽奈さん
- 「曖昧ステイトメント」（作曲・編曲）
- 「えぷろまんすがーる」（作曲・編曲）

ゆるがろ
- 「ゆるがろのうた」（作曲・編曲）

弱虫ペダル GLORY LINE
- 「総北高校校歌」（作曲・編曲）
- 「箱根学園校歌」（作曲・編曲）

弱虫ペダル NEW GENERATION
- 「ヒメのくるくる片想い」（作曲・編曲）

らいむいろ流奇譚X CROSS 〜恋、教ヘテクダサイ。〜
- 「正統派コンプレックス」（作曲・編曲）
- 「血のかよう拳」（作曲・編曲）

レレレの天才バカボン
- 「飛んでごあいさつ」（作曲・編曲）

わがまま☆フェアリー ミルモでポン!
- 「プリティ・ケーキ・マジック」（歌：Kaede+Cheek Fairy/作曲・編曲）
- 「ミルモのワルツ」（歌：Kaede/作曲・編曲）
- 「ハッピー・ラッキー 〜お願いミルモ〜」（歌：Kaede-chan/編曲）
- 「13色目のフェアリー」（歌：kaede-chan/編曲）
- 「Be Be Happy 〜おれがミルモだ、チョコをくれ!〜 <ミルモのテーマ>」（歌：ミルモ(小桜エツ子)/作曲・編曲）
- 「PRECIOUS MOMENT」（歌：楓&ミルモ(中原麻衣・小桜エツ子)/編曲）
- 「リルムの日記 <リルムのテーマ>」（歌：リルム(麻績村まゆ子)/作曲・編曲）
- 「ゴメンなさい」は魔法の言葉!」（歌：安純&ヤシチ(ひと美・ゆきじ)/作曲・編曲）
- 「無敵のプリティ大作戦 <ムルモのテーマ>」（歌：ムルモ(釘宮理恵)/作曲・編曲）
- 「妖精天国」（歌：Cheek Fairies/作曲・編曲）

ワンルーム、日当たり普通、天使つき。
- 「Sunny Canvas」（歌：サンドリオン/作曲・編曲）[5]

### ドラマ・特撮
仮面ライダーシリーズ
- 仮面ライダーアギト
  - 「Sitting On The Dynamite」（歌：RIDER CHIPS Featuring 橋本仁)/RIDER CHIPSと共編曲）

- 仮面ライダー龍騎
  - 「果てしない炎の中へ」（歌：RIDER CHIPS Featuring 寺田恵子/RIDER CHIPSと共編曲）

- 仮面ライダー555
  - 「The people with no name」（歌：RIDER CHIPS Featuring m.c.A・T/作曲）
  - 「EGO 〜eyes glazing over」（歌：ICHIDAI/作曲・編曲）

- 仮面ライダー剣
  - 「ELEMENTS」（歌：RIDER CHIPS Featuring Ricky/RIDER CHIPSと共編曲）
  - 「覚醒」（歌：Ricky/作曲）
  - 「rebirth」（歌：橘朔也(天野浩成)/編曲）
  - 「take it a try」（歌：相川始(森本亮治)/作曲・編曲）
  - 「熱風Rider」（歌：RIDER CHIPS Featuring Ricky/作曲・共編曲(編曲はRIDER CHIPSと共同)）
  - 「someday somewhere」（歌：Takehara Tomoaki/編曲）
  - 「never too late」（歌：麻田キョウヤ/編曲）

- 仮面ライダーカブト
  - 「NEXT LEVEL」（歌：YU-KI/作曲・編曲）
  - 「FULL FORCE」（歌：RIDER CHIPS/RIDER CHIPSと共編曲）
  - 「LORD OF THE SPEED」（歌：RIDER CHIPS featuring 加賀美新(佐藤祐基)/作曲・共編曲(編曲はRIDER CHIPSと共同)）
  - 「Bang! Bang! Revolution」（歌：RIDER CHIPS/RIDER CHIPSと共編曲）

- 劇場版 仮面ライダーウィザード in Magic Land
  - 「The Finale Of The Finale」（歌：RIDER CHIPS/編曲）

- 仮面ライダー1号 (映画)
  - 「レッツゴー!! ライダーキック - 2016 movie ver. -」（歌：RIDER CHIPS/編曲）

スーパー戦隊シリーズ
- 特捜戦隊デカレンジャー
  - 「railway to happiness 〜いつも笑っていられるように」（歌：江成仙一（伊藤陽佑）/作曲・編曲）
  - 「hard rain 〜止まない雨はない」（歌：礼紋茉莉花（木下あゆ美）作曲・編曲）
- 魔進戦隊キラメイジャー
  - 「貫きシャイニング！キラメイシルバー」（歌：出口たかし/編曲）
  - 「豪勇! グレイトフルフェニックス」（歌：宮内タカユキ/編曲）
- 機界戦隊ゼンカイジャー
  - 「5 together!ゼンカイジャー」（歌：つるの剛士/編曲）
- 暴太郎戦隊ドンブラザーズ
  - 「A Battle World」（歌：大西洋平/編曲）
- ヨドンナ3 ヨドンナのバレンタイン
  - 「不滅のヨドンナ」（作曲・編曲）
- 王様戦隊キングオージャー
  - 「Just we go」（歌：NoB/編曲）
- 王様戦隊キングオージャーVSドンブラザーズ
  - 「足音」（歌：大西洋平/編曲）
- ナンバーワン戦隊ゴジュウジャー
  - 「愛が正義」（歌：影山ヒロノブ/作曲・編曲）

ウルトラシリーズ
- ウルトラマンタイガ
  - 「Buddy, steady, go!」（歌：寺島拓篤/作曲・編曲）

チョコミミ
- 「ロケット」（歌：チョコ&ミミ with アンドリュー、ムム、ミカちん/編曲）

鳳神ヤツルギ
- 輝くHERO！僕らのヤツルギ！（歌：森正樹/編曲/寺沢功一との共作）
- 吠えろ！GAION！（編曲/寺沢功一との共作）

鳳凰神拳ワイデンジャー
- 鳳凰神拳ワイデンジャー（編曲）

### パチンコ台
パチスロ　ウィングマン
- 「異次元ストーリー」（編曲）
- 「Winner's Spirit」（作編曲・歌）

CR影の軍団
- 「剣よ」（作曲・編曲）

花の慶次シリーズ
- CR花の慶次
  - 「漢花」（歌：角田信朗/作曲・編曲）
- CR花の慶次〜斬
  - 「よっしゃあ漢唄」（歌：角田信朗/吉田隆との共作曲・編曲）
- CR花の慶次〜愛
  - 「修羅の果てまでも」（歌：角田信朗/作曲・編曲）

CRぱちんこ仮面ライダーMAX Edition
- 「Ride a first way」（歌：RIDER CHIPS/編曲）
- 「Dreamer」（歌：RIDER CHIPS/編曲）

CRぱちんこ 仮面ライダーV3
- 「ROCK VIBRATION」（歌：RIDER CHIPS/編曲）
- 「Shiny Days」（歌：RIDER CHIPS/編曲）

ぱちスロ 仮面ライダーBLACK
- 「黒キ闇ニ煜ル希望」（歌：RIDER CHIPS/編曲）

CRぱちんこキン肉マン 夢の超人タッグ編
- 「ガガガGuts!! キン肉マン」（歌：串田アキラ/作曲・編曲）
- 「燃えろ!Burning Heart!!」（歌：串田アキラ/作曲・編曲）
- 「Unknown Super Soul」（歌：石月努/編曲）

CRぱちんこキン肉マン キン肉星王位争奪編
- 「Fighting魂」（歌：串田アキラ/作曲・編曲）

名門!夢色学園生徒会
- BGM・効果音

CR萌え萌え大戦争ぱちんこば～ん
- 「零式純情Turning！」（作曲・編曲）
- 「エフるっ！」（作曲・編曲）

CR柳生一族の陰謀
- 「無双の証」（作曲・編曲）

### Fusion
- 「Palace in the sky」PRISM（2011年）1,3,4,6,7曲目に参加 演奏
- 「MODE:ODD」PRISM（2014年）作曲・演奏
- 「Celebrate」PRISM（2017年）演奏
- 「What You See」PRISM（2017年）作曲・歌・演奏

### テレビ番組
おとうさんといっしょ
- 「プップと、スッスと、プップスー‼︎」（作曲・編曲）

おはスタ
- 「OHA OHA FIGHT! 完全版」（歌：水木一郎、OHA OHA KIDS/作曲・編曲）
- 「OHA OHA スターター」（編曲）
- 「アミダカダブラ」（歌・作曲・編曲）
- 「OHA SKA! (パラパラ・ヴァージョン)」（編曲）
- 「バリOHA!」（編曲）
- 「STANCE OF RESISTANCE (ゾベッカ・バージョン)」（編曲）
- 「GOOD MORNING！ SANTA CLAUS　～F.P WINTER SPECIAL～」（編曲）

のりものスタジオ
- 「世界はピーポー」 （超ムゲン大MIX）（作曲・編曲）
- 「世界はピーポー」 （フィーバージョン）（作曲・編曲）
- 「世界はピーポー」 （は〜いver.）（作曲・編曲）
- 「特急めちゃはやい」（作曲・編曲・歌）
- 「のりものりものりも!」（「おもちゃ王国プトラパトラ」主題歌）（作曲・編曲）

みんなのうた
- 5代目オープニングジングル（編曲）
- 「ばぶるばす」（歌：いはたじゅり/編曲）
- 「これってホメことば?」（歌：ことばおじさんとアナウンサーズ/作曲・編曲）
- 「きょうも茶ッピーエンド」（歌：デューク・エイセス/作曲・編曲）
- 「すすめ! はっくしょんベイビー」（歌：酒井法子/曲・編曲）
- 「たこちう。」（歌：片岡鶴太郎×ひめキュンフルーツ缶/編曲）
- 「Q（求）I（愛）R（ある）R（ある）アニマルダンス」（歌：ももくろちゃんZ/作曲・編曲）

### その他
カードゲーム『少年サンデーvs少年マガジン』イメージソング
- 「Legend of the Heroes」（歌：JAM Project/編曲）

Vジャンプ創刊20周年ソング
- 「Victory Soul」（歌：JAM Project/編曲）

## 主な劇伴作品

### アニメ
- アイカツプラネット!（小野貴光、津田ケイと共同）
- アイドルタイムプリパラ（はまたけしと共同/第27話 - ）
- ANISAVA
- いとしのムーコ
- うちゅう人 田中太郎
- エルフさんは痩せられない。
- おねがいマイメロディシリーズ
  - おねがいマイメロディ
  - おねがいマイメロディ 〜くるくるシャッフル!〜
  - おねがいマイメロディ すっきり♪
  - おねがい♪マイメロディ きららっ★
- おもちゃ大陸プトラパトラ
- KAIKANフレーズ（KEN・MORIOKA・A、沢田完と共同/第12話 - 第44話）
- 貝社員
- 学級王ヤマザキ
- カルルとふしぎな塔
- キン肉マンII世シリーズ
  - キン肉マンII世
  - キン肉マンII世 ULTIMATE MUSCLE
  - キン肉マンII世 ULTIMATE MUSCLE2
- コロッケ!
- ジバクくん（沢田完と共同）
- ジュエルペット きら☆デコッ!
- 爆球連発!!スーパービーダマン
- ソッキーズ フロンティアクエスト
- だから僕は、Hができない。
- 鉄子の旅（SUPER BELL"Zと共同）
- テニスの王子様シリーズ
  - テニスの王子様[6]
  - 新テニスの王子様
- のりものまん モービルランドのカークン
- パチスロ貴族 銀（田光マコトと共同）
- はっぴーカッピ
- ビックリマン2000
- マケン姫っ!シリーズ
  - マケン姫っ!
  - マケン姫っ!通
- ムーぽん
- ヨシモトムチッ子物語

### ドラマ・特撮
- 青山オペレッタ　ビジュアルボイスドラマ
- 仮面ライダー龍騎（丸山和範と共同）
- チョコミミ

### ゲーム
- マーダーミステリーパラドクス このひと夏の15年

### 映画
- ミニモニ。じゃムービー お菓子な大冒険!
- 前田建設ファンタジー営業部（坂本英城と共同）
- りさいくるずー　まもれ！もくようびは資源ごみの日

### その他
- A&Gリクエストアワー 阿澄佳奈のキミまち! エンディングテーマ作曲
- ぱんきす！3次元
- 朗読劇 アルセーヌ・ルパン

## レコーディング参加
ジャドーズ
- 「地図と彼女を助手席に乗せて」（キーボード）

宮内タカユキ
- 「咆哮～LEGEND OF THE TIGER～(アルバム）」（キーボード、マニピュレーター、コーラス）

### ダンス☆マン編曲作品
- 音楽ガッタス
  - 「やったろうぜ!」（キーボード）
- キーヤキッス
  - 「デラックス」（キーボード）
- 郷ひろみ with HYPER GO号
  - 「なかったコトにして」（キーボード）
- こぶしファクトリー
  - 「ラーメン大好き小泉さんの唄」（キーボード）
- シャ乱Q
  - 「新・ラーメン大好き小池さんの唄」（ローズ・ピアノ・シンセサイザー）
- Juice=Juice
  - 「KEEP ON 上昇志向!!」（キーボード）

- ダンス☆マン
  - 「背の高いヤツはジャマ」（キーボード）
  - 「ワンBOXのオーナー」（キーボード）
  - 「ヘンなあだ名はイヤ」（キーボード）
  - 「接吻のテーマ」（キーボード）
  - 「“ドーム3コ分”ってどのくらい？」（キーボード）
  - 「漢字読めるけど書けない」（キーボード）
  - 「恋と愛の天国」（キーボード）
  - 「JAZZ SOUL FUNK」（キーボード）
  - 「LA☆BOOO」（キーボード）
  - 「勝利 V 絶対つかもう！」（キーボード）
  - 「アフロ軍曹」（キーボード）
  - 「MIRRORBALLISM（アルバム）」（キーボード）
  - 「MIRRORBALLISM2（アルバム）」（キーボード）
  - 「MIRRORBALLISM3（アルバム）」（キーボード）
  - 「MIRRORBALLISM4（アルバム）」（キーボード）
  - 「ルパンIII世主題歌3 -We Love Lupin III mix~」（キーボード）

- ダンス☆バンバン
  - 「ハピラキ！」（シンセサイザー）

- テゴマス
  - 「たったひとつだけ」（キーボード）

- 中島愛
  - 「Wake Up!」（ローズピアノ・シンセサイザー）

- 虹のコンキスタドール
  - 「✝ノーライフベイビー・オブ・ジ・エンド✝」（キーボード）

- NONA REEVES
  - 「I LOVE YOUR SOUL」（キーボード）

- はっぱ隊
  - 「YATTA!」（キーボード、コーラス）
- PaniCrew
  - 「7つの武器」（キーボード）
- Berryz工房
  - 「流星ボーイ」（ローズピアノ）

- モーニング娘。
  - 「LOVEマシーン」（キーボード）
  - 「恋のダンスサイト」（キーボード）
  - 「ハッピーサマーウェディング」（キーボード）
  - 「恋愛レボリューション21」（キーボード）
  - 「ザ☆ピ〜ス!」（キーボード）
  - 「そうだ! We're ALIVE」（キーボード）
  - 「DANCEするのだ!」（キーボード）
  - 「「、、、好きだよ」」（キーボード）
  - 「いいことある記念の瞬間」（キーボード）
  - 「本気で熱いテーマソング」（キーボード）
  - 「「すっごい仲間」」（キーボード）
- 松田聖子
  - 「チェリーブラッサム（DANCE☆MAN REMIX)」（キーボード）

- 観月ありさ
  - 「BREAK ALL DAY!」（キーボード）

- ラスト☆エンジェル
  - 「小さなHappy」（キーボード）

### アニメ・ゲーム・TV番組作品
おはスタ
- 「ジャバジャバモーニング」（歌：やまちゃん＆レイモンド/マニピュレーター）
- 「OHA SKA!」（マニピュレーター）
- 「恋のめざまし時計」（歌：おはガールCitrus/マニピュレーター）

デジモンアドベンチャーシリーズ
- 「いつでも逢えるから 〜太刀川ミミのテーマ〜」（マニピュレーター）

ザ☆ドラえもんズ ドキドキ機関車大爆走!
- 「僕らの元気」（歌：堀江美都子/マニピュレーター）

トランスフォーマーシリーズ
- ビーストウォーズ 超生命体トランスフォーマー
  - 「FOR THE DREAM」（マニピュレーター）

- 劇場版『ビーストウォーズII 超生命体トランスフォーマー ライオコンボイ危機一髪!』
  - 「SPACE DREAMER 〜遥かなるビーストウォーズ〜」（歌：COA/マニピュレーター）

- 劇場版『ビーストウォーズメタルス コンボイ大変身!』
  - 「WA! WA! ワンダーランド」（歌：COA/マニピュレーター）

ポケットモンスターシリーズ
- 「ロケット団よ永遠に」（オルガン・シンセベース）
- 「ラッキーラッキー」（シンセサイザー）
- 「ニャースのうた」（エレクトリックピアノ）
- 「とりかえっこプリーズ」（オルガン）
- 「なつやすみファンクラブ」（マニピュレーター、キーボード）
- 「ピカピカまっさいチュウ」（マニピュレーター、キーボード）
- 「プール（11才の夏）」（オルガン）
- 「あたらしい ともだち」（キーボード）
- 「ライバル!」（オルガン）
- 「ポケモンかけるかな?」（キーボード）
- 「ふゆやすみファンクラブ」（シンセサイザー）
- 「たんけんたいをつくろう!」（マニピュレーター、キーボード）
- 「大樹となかまたち」（マニピュレーター、キーボード）
- 「ママのだいじなポケモン」（マニピュレーター、キーボード）
- 「ラプラスにのって」（キーボード）
- 「タケシのパラダイス」（キーボード）

みんなのうた
- 「僕のクラスは最先端」（キーボード、マニピュレーター）
- 「恋のスベスベマンジュウガニ」（歌：イマクニ？/マニピュレーター、コーラス）
- 「とのさまガエル」（コーラス）
- 「ひよこぐも」（歌：アヤカ・ウィルソン/マニピュレーター）

モジャ公
- 「ドリーム・エキスプレス」（マニピュレーター）

湾岸ミッドナイト4（Vシネマ）
- 「私を思い出して」（キーボード・マニピュレーター）
- 「FLASH BACK」（キーボード・マニピュレーター）